# Нелюшка
Нелюшка — деревня в Валдайском районе Новгородской области России. Входит в состав Рощинского сельского поселения.

## География
Деревня находится в юго-восточной части Новгородской области, в зоне хвойно-широколиственных лесов, на восточном берегу озера Ужин, на расстоянии примерно 7 километров (по прямой) к северо-востоку от города Валдай, административного центра района. Абсолютная высота — 224 метра над уровнем моря.

### Часовой пояс
Деревня Нелюшка, как и вся Новгородская область, находится в часовой зоне МСК (московское время). Смещение применяемого времени относительно UTC составляет +3:00.

## Население
| 2010 |
| ---- |
| 7    |

Половой состав
По данным Всероссийской переписи населения 2010 года в гендерной структуре населения мужчины составляли 57,1 %, женщины — соответственно 42,9 %.

Согласно результатам переписи 2002 года, в национальной структуре населения русские составляли 91 % из 11 чел.